# Glirins
Els glirins (Glirinae) són una subfamília de rosegadors esciüromorfs de la família dels lirons. Els seus dos representants vivents són oriünds d'Europa i l'oest d'Àsia (liró gris) i del Japó (rata dormidora japonesa). Aparegueren fa aproximadament 30 milions d'anys, a l'acabament de l'Oligocè. S'han trobat restes fòssils de les espècies extintes a la Catalunya Nord i el País Valencià, entre altres llocs.